# ژاک بوده
ژاک بوده (فرانسوی: Jacques Boudet‎) (۱۵ آوریل ۱۹۳۵ – ۱۵ ژوئیه ۲۰۲۴) بازیگر اهل فرانسه بود. وی از سال ۱۹۶۳ میلادی تا پایان عمر مشغول فعالیت بوده‌است.
از فیلم‌ها یا برنامه‌های تلویزیونی که وی در آنها نقش داشته‌است، می‌توان به هوایی چنان پاک، دراکولای پدر و پسر، کمدی قدرت، حرکات خطرناک، دختری به نام نیکیتا، بازگشت کازانووا، سرهنگ، فارینلی، بینوایان، مجوز، وزیر، سوان عاشق، تماشاخانه آمریکایی، ناوارو، کمیسر لسکو، کنت مونت کریستو، پیش پا افتاده، بدرود، ملکه من و کودکی یک رهبر اشاره کرد.